# Nobuyoshi Tamura
Pour les articles homonymes, voir Tamura.
Nobuyoshi Tamura (田村 信喜), né le 2 mars 1933 à Osaka au Japon, et mort le 9 juillet 2010 à Saint-Maximin-la-Sainte-Baume en France, est un pratiquant d'aïkido fondateur de la première fédération d'Aïkido en France.

## Biographie

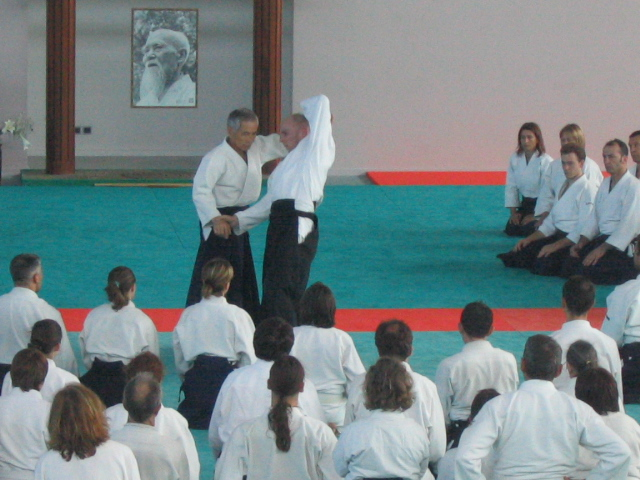
Nobuyoshi Tamura au stage international d'Aïkido de Lesneven en 2006.

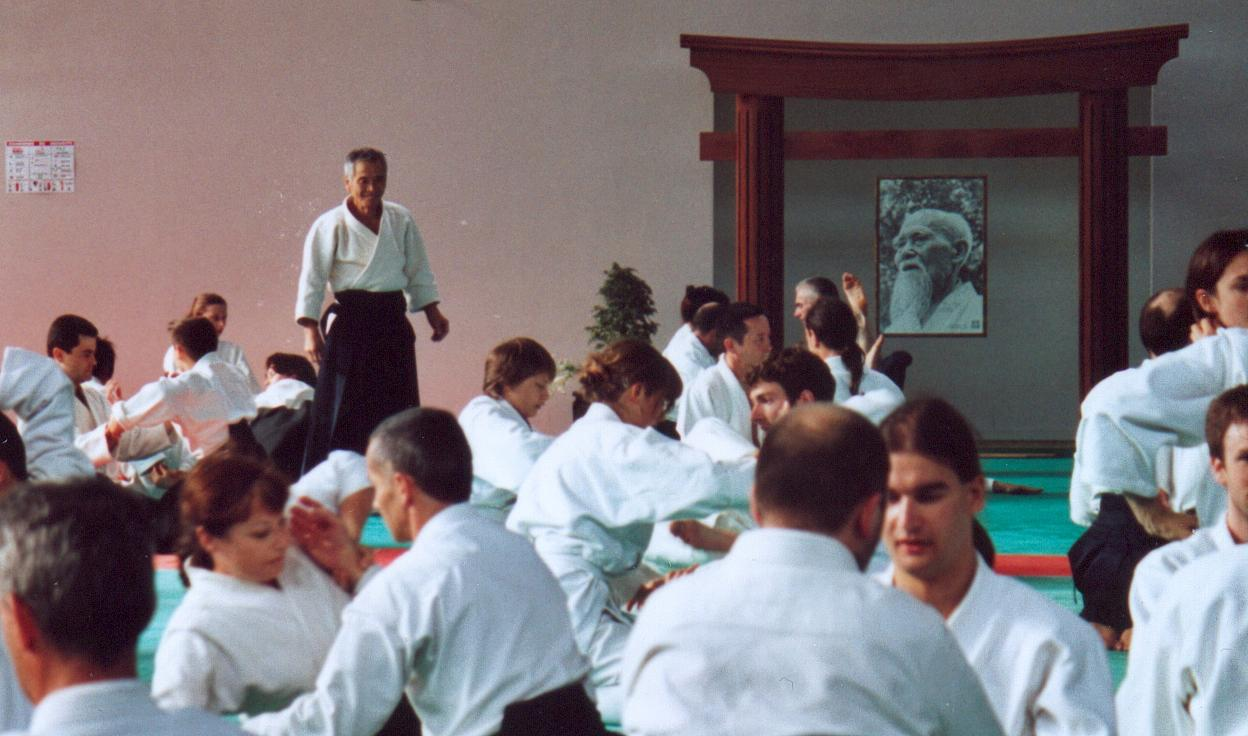
Nobuyoshi Tamura au stage international d'aïkido de Lesneven en 2006.

### Jeunesse
Nobuyoshi Tamura est l’aîné d’une famille de 6 enfants (une fille et 5 garçons). Sa mère était institutrice. Son père, professeur de kendo de l'école Busen, est parti pour la guerre quand il avait cinq ans. Juste après son retour, , il  décède de la tuberculose. Tamura a  16 ans.

### Ses débuts d'Aïkido
Il commence par la pratique du Kendo et du judo (dont il arrêta la pratique lorsqu'il devint ushi deshi).
Il découvre l'aïkido en 1952. Il débute la pratique avec Seigo Yamaguchi, Hirokazu Kobayashi, Hiroshi Tada et Sadateru Arikawa.
Il s'occupe de la maison de Seigo Yamaguchi lorsqu'il se rend sur l'île de Kyushu pour son mariage. À son retour, Nobuyoshi Tamura devait trouver un autre toit. La situation étant difficile, Yamaguchi lui suggére de s'installer à l'Hombu dojo, qui proposait un toit et le couvert gratuitement pour les ushi-deshi (élève résident).
Tamura intègre l'Hombu dojo comme élève interne le 5 août 1952. Il suit principalement l’enseignement de Kisshomaru Ueshiba et de Kisaburo Osawa.
Nobuyoshi Tamura devient officiellement disciple (uchi deshi) de Morihei Ueshiba (fondateur de l'aïkido) en 1953.
Il est nommé shodan le 13 mai 1955. Devenu instructeur au Hombu Dojo, il enseigne également au US Navy Special Service Center de Yokohama ainsi que dans sept autres dojos de Tokyo.
Le 25 octobre 1959, il est promu 5e dan.
Tamura devient le responsable des uchi deshi de l’Aïkikaï.
Du 27 février au 11 avril 1961, avec Koichi Tohei, Tamura accompagne Morihei Ueshiba à Hawaï. À cette occasion, le 11 mars à 19h30, Ueshiba donne une démonstration publique d'Aïkido à l'auditorium du lycée McKinley à Honolulu. Tamura officie comme maître de cérémonie. Ueshiba inaugure le 12 mars le Honolulu Aïki Dojo, le premier Dojo en dehors du Japon construit spécifiquement pour la pratique de l’Aïkido. Dans le brochure de la démonstration, il est précisé que Tamura "étant l’un des favoris, il est souvent appelé par le professeur Ueshiba pour accompagner l’instructeur pour des démonstrations et des instructions dans divers dojos".

### Rencontre et mariage avec Rumiko[7]
Rumiko pratiquait l'aïkido au Hombu Dojo de Tokyo qu'elle débuta à 18 ans. Lors d'un cours de Nobuyoshi Tamura, celui-ci pris comme partenaire Misogi Araï (alors 1er dan). Lors d'une chute, le pied de Misogi percuta le ventre de Rumiko. Pour se faire pardonner, Nobuyoshi Tamura invita Rumiko à boire un café. Plus tard, il l'invita à un repas.
Le 23 mai 1964, après la fin des études à l'Université de musicologie de Tokyo, ils se marient. Rumiko a 22 ans. Ils font leur voyage de noces dans le nord du Japon ( Akita et Sendaï).
Rumiko travaille quelques mois dans l'orchestre du Japon avant de prendre la direction de l'Europe avec son mari.
Elle était violoniste.

### Arrivée en France
Masamichi Noro et Mutsuro Nakazano proposèrent par courrier à Nobuyoshi Tamura de venir enseigner dans un dojo à Paris, dont il avait le projet de construction, pour y développer la pratique de l'aïkido en France et en Europe.
En octobre 1964, le couple prend le bateau pour la France. Ils arrivent le 13 novembre 1964 à Marseille. Il n'est plus question d'un dojo à Paris à leur arrivée. Le couple est accueilli dans un premier temps dans la maison de Mutsuro Nakazano. Nakazano enseignait l'aïkido au Provence Judo Club. Le couple Tamura décide de rester sur Marseille où Jean Zin, judoka, a proposé au mari des cours d’Aïkido dans son dojo de Marseille, ainsi qu’un logement au-dessus du dojo.
Dès son arrivée, Nobuyoshi Tamura devient le délégué de l'Aïkikaï So Hombu de Tokyo en Europe.
Tamura enseigne également à la Légion Étrangère avec Tadashi Abe.
En 1989, il reçoit la visite du Doshu Kisshomaru Ueshiba venu le féliciter à l’occasion du 25e anniversaire de son arrivée en Europe.

### Fédération
Il adhère à l’Association Culturelle Française d’Aïkido (ACFA) créée par Masamichi Noro pour rejoindre en 1971 la Fédération Française de Judo et Disciplines Associées (FFJDA). Il concourt également la même année à la fondation de l’Union Nationale d’Aïkido (UNA) et établit en 1973 le programme des épreuves techniques et pédagogiques pour l'obtention du Brevet d'État de professeur d'Aïkido. Collaborant avec Hiroo Mochizuki et André Nocquet, il crée en 1975, une “Méthode Nationale d'Aïkido”.
En 1982, Nobuyoshi Tamura se prononce pour une scission de la FFJDA au profit de la Fédération Française Libre d’Aïkido et de Budo (FFLAB).
En 1985 la FFLAB devient la Fédération Française d’Aïkido et de Budo (FFAB), organisme habilité auprès du Ministère de la Jeunesse et des Sports, dont il sera le directeur technique national (DTN).

### Enseignement
Il devient directeur technique national (DTN) de la fédération française d'aïkido et de budo (FFAB) à sa création dans les années 1980. Dès lors, il œuvrera au développement de l'Aïkido en France (et dans le monde), formant des dizaines de hauts gradés et assurant la dynamique de la Fédération FFAB.
Souhaitant se concentrer sur une transmission plus profonde et intime de la pratique, comme c'est la tradition, il fonde alors un Dojo. En septembre 1995, Tamura inaugure son dojo personnel à Bras, dans le Var. L’inauguration officielle du « Shumeikan dojo » est faite dans la tradition shinto, grâce à la présence de son ami Masando Sasaki, prêtre Yamagake San'in Shinto et Shihan 8e dan de l’Aïkikaï de Tokyo. Il partagera alors sa vie entre l'enseignement de l'Aïkido dans son Dojo et des stages assurés dans le monde entier.
Ce dojo est géré par une association, l’École Nationale d’Aïkido (ENA), partie intégrante de la FFAB.

### Grades
Kisshomaru Ueshiba lui attribue le 8e dan, diplôme numéro 25, délivré le 1er octobre 1975.
Nobuyoshi Tamura se vit proposer le 9e dan. Il refusa cependant ce grade, que seul aurait pu lui remettre son maître alors décédé. Ce cas n'est pas unique dans le monde des arts martiaux traditionnels. Ainsi, maître Tatsuo Suzuki, 8e dan de karaté, refusa plusieurs fois le 10e dan qu'on lui proposait, considérant que seul le fondateur de l'école, Hironori Ohtsuka, était en droit de lui accorder ce grade (et il était décédé).
Nobuyoshi Tamura dispose du titre de shihan, mais les pratiquants l'appellent sensei (« maître »), ce qui est une marque de respect vis-à-vis de sa personne et de son niveau. Pendant toutes ses années en France, il anime, comme de nombreux autres maîtres, des stages d'aïkido dans de nombreux pays.

### Zen
Particulièrement attiré par le Zen durant sa jeunesse, il devient adepte de la macrobiotique fondé par Georges Ohsawa (de son vrai nom : Sakurazawa Nyoichi).
Par l’intermédiaire de Mutsuro Nakazono et du cercle de macrobiotique, Tamura fait la connaissance du Maître Zen Taisen Deshimaru et devient son ami. Deshimaru s'installera en France au Temple de La Gendronnière et écrira notamment Zen et arts martiaux.

### Vie personnelle
De son mariage avec Rumiko, il a  trois fils, dont l’un, Yoshimichi, a  une carrière réussie dans l’industrie cinématographique en tant qu’animateur. Il a animé pour Disney principalement des longs métrages d’animation : Dingo, Le Bossu de Notre-Dame, Hercule, Tarzan et Atlantis.
Un autre de ses fils, Masamichi enseigne l'aïkido,.

### Décès
Nobuyoshi Tamura est décédé le 9 juillet 2010 à Saint-Maximin-la-Sainte-Baume, à l'âge de 77 ans.

## Stage international de Lesneven
En 1978, Jean-Yves Le Vourc'h et Jean-Claude Cueff, invitent Nobuyoshi Tamura à animer le premier stage international de Lesneven. Tamura dirigera ce stage d'une semaine en juillet de chaque année jusqu'à son décès (31 éditions). Le stage a continué sous la direction de Yoshimitsu Yamada. Ce stage prend fin avec le décès en 2023 de maître Yamada.
Quelques éditions :
- 30e édition (2008): stage encadré par Tamura, Yamada et d'un nouveau venu, Motohiro Fukakusa : tous trois élèves directs de O'Sensei Morihei Ueshiba[20].
- 31e édition (2009) : à cette occasion, Tamura convie de nouveau son élève Motohiro Fukakusa (7e dan), né le 11 mars 1943 à Kyoto. En 1964, il a été envoyé en Thaïlande par les dirigeants du Hombu dojo pour y enseigner l'aïkido. Il est devenu le directeur technique de la fédération thaïlandaise et a contribué au développement de l'aïkido à Singapour et en Malaisie. De plus, il a été chargé par le Hombu de délivrer les grades au Laos[21].
- 32e édition (2010) : stage dirigé par Yamada car Tamura est retenu dans le Midi pour cause de maladie. Tamura décédera la veille du début du stage laissant celui-ci en deuil[18].
- 33e édition (2011) : en présence des maîtres: Yoshimitsu Yamada et Motohiro Fukakusa, 8e dan; Mitsuo Funakoshi (instructeur à l'aïkikaï de Tokyo), 7e dan; Toshiro Suga et Tiki Shewan, 6e dan[22].
- 36e édition (2014) : ce stage était l'occasion de fêter les 50e anniversaire de la création de l'aïkikaï de New York, de l'arrivée en France de maître Tamura et de celle, en Thaïlande, de maître Fukakusa[23].Le stage est animé par Yamada, Kukakusa et Funakoshi[24].
- 39e édition (2017) : dirigé par Yoshimitsu Yamada, accompagnée de Robert Le Vourch (6e dan) et d'un nouveau venu, Yoshinobu Irié, 7e dan et instructeur à l'Aïkikaï de Tokyo[25].

## Anciens élèves
Parmi ses anciens élèves figurent les noms suivant (liste non exhaustive) :
- Mickaël Martin (6° Dan)[26]
- M'barek Alaoui, décédé en 2014, premier 8e dan d'aïkido en Afrique du Nord[27]
- Jacques Bardet (7e dan)
- Jacques Bonemaison (7e dan)
- Michel Bécart (7e dan)
- Guy Bonnefond
- Luc Bouchareu (7e dan)
- Roberto Dalessandro (7e dan)
- Paul Marotta (7e dan)
- Gilbert Milliat (7e dan)
- André Palmeri (6e dan)
- Claude Pellerin (8e dan CSDGE - 7e dan Aïkikaï)
- Alain Peyrache
- Claude Nottebaere
- Malcolm Tiki Shewan (7e dan)
- Tony Thielemans
- René Trognon (7e dan)
- René Van Droogenbroeck
- Jean-Claude Joannès (7e dan)
- Aziz Belhasssan (7e dan)
- Didier Cagnet (6e dan)

ainsi que des élèves hauts gradés de la FFAB, selon la liste des chargés d'enseignement au niveau national (CEN).

## Distinctions
En 1982, Nobuyoshi Tamura a été fait citoyen d'honneur de la ville de Lesneven, dans laquelle il organisait et animait chaque année un stage international d'aïkido, avec maître Yamada.
En 1999, il a reçu la médaille de chevalier de l'ordre national du Mérite.
Le 15 janvier 2011, le gouvernement japonais lui décerne à titre posthume la Médaille de l'Ordre du Soleil Levant, Or et Argent.